# Gary Begg
Gary Melvin Begg (né le 29 décembre 1940 à Moosomin (Saskatchewan)) est un joueur canadien de hockey sur glace.

## Carrière
De 1957 à 1959, Begg fait partie des Marlboros de Toronto, équipe de l'Ontario Hockey Association.
Gary Begg étudie à l'université technologique du Michigan et a une carrière sportive avec son équipe de hockey sur glace, les Huskies, de 1960 à 1963, avec qui il devient champion universitaire des États-Unis en 1962, le premier titre de l'équipe. Joueur de centre lors de ses deux premières saisons, Begg dispute sa dernière campagne pour les Huskies en défense où il remporte le prix Gitzen-Loutit en tant que meilleur défenseur de l'équipe. Au cours de sa carrière de trois ans (à son époque, les étudiants de première année ne sont pas éligibles), Begg dispute 89 matchs avec un total de 78 points, 27 buts et 51 passes décisives.
Il intègre l'équipe du Canada lors des Jeux olympiques d'hiver de 1964 à Innsbruck, en Autriche. Le Canada finit quatrième.
Il participe ensuite aux championnats du monde 1965, 1966 (médaille de bronze), 1967 (médaille de bronze) et 1969. Après la retraite d'Henry Åkervall en 1964, il lui succède comme capitaine de l'équipe nationale.
Il est sélectionné dans l'équipe type du championnat du monde 1966. Après ce tournoi, il pense ne plus participer au championnat du monde en raison de l'arbitrage international qu'il juge horrible.
Il prend sa retraite finalement en 1969 après une blessure lancinante au dos.
Avec l'équipe du Canada lors de ces compétitions, il joue 39 matchs, marque 11 points, 5 buts et 6 assistances.
Il étudie le droit à l'université du Manitoba. Il devient avocat, ingénieur et promoteur immobilier, d'abord à Vancouver puis dans le Colorado. Il est le conseiller juridique de son coéquipier Ted Hargreaves quand ce dernier négocie pour ses contrats professionnels.
Michigan Tech l'intronise le 18 octobre 1997 en donnant son nom à un vestiaire de hockey.

## Récompenses et distinctions
| Récompenses          | Année     |       |
| -------------------- | --------- | ----- |
| All-WCHA Second Team | 1962–1963 | [ 6 ] |